# Туркестанський хребет

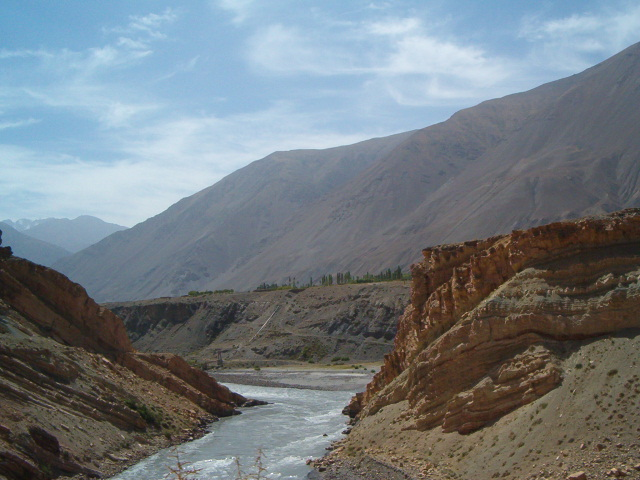
Туркестанський хребет. Ріка Зеравшан.

Туркестанський хребет — гірський хребет Гісаро-Алайської системи в Центральній Азії.

## Загальна інформація
Хребет простягнувся від гірського вузла Матча на сході (звідси також розходяться Алайський та Зеравшанський хребти) до Самаркандської оази на заході, обмежує з півдня Ферганську долину та Голодний степ. Довжина 340 км, висоти до 5509 м, в найсхіднішій частині до 5621 м.
В західній частині від Туркестанського хребта відгалужується у північно-західному напрямку хребет Мальгузар, межа з яким проходить по долині річки Заамінсу та перевалу Гуралаш, що веде з долини Заамінсу в долину річки Санзар. Верхня течія останньої спершу має широтне спрямування та відділяє найзахіднішу частину Туркестанського хребта, що носить назву Чумрактау, від хребта Мальгузар.
Через перевал Шахрістан (3378 м) проходить автомобільний тракт Худжанд — Душанбе.

## Геологічний склад
Складається з різноманітних піщано-глинистих порід крейдової і третинної систем; подекуди виходять на поверхню палеозойські відклади; в області головного підняття виступають кристалічні породи та метаморфічні сланці;
У передгір'ях до 1500 м — напівпустельна і степова рослинність, на висоті 1500—2000 м — злакові луки та ліси з арчі, які вище (3000 м) переходять в альпійські луки.

## Гідрографічна мережа
Південний схил хребта обернений до витягнутої в широтному напрямку долини річки Зеравшан (відділяє Туркестанський хребет від Зеравшанського).
Північний схил хребта дренують, зокрема, такі річки як Басманда, Каттасой, Шахристансай, Ходжимушкентсай, Заамінсу і численні ліві притоки Санзару, що належать до лівобережної частини сточища Сирдар'ї (втім, наразі Каттасой, Шахристансай, Ходжимушкентсай та Заамінсу повністю розбираються для господарських потреб). За рахунок стоку з північного схилу наповнюються такі водосховища, як Заамінське, Ходжамушкентське, Каттасойське та Даханасойське. 